# سری رپید ترانزیت

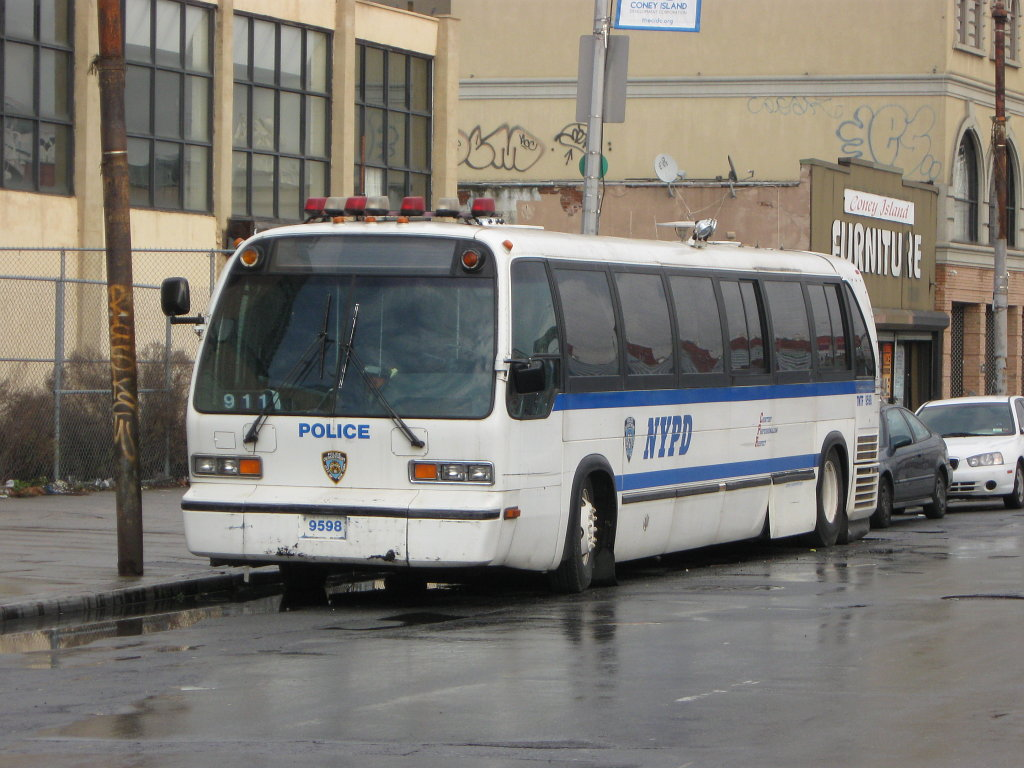

سری رپید ترانزیت (Rapid Transit Series) یک سری خودرو است که در سال‌های ۱۹۷۷ تا ۲۰۰۳، ۲۰۰۶-۲۰۰۹در راسول و نیومکزیکو تولید شده‌است.